# یاسپر سیلسن
یاکوبوس آنتونیوس پتر یوهانس «یاسپر» سیلسن (هلندی: Jacobus Antonius Peter Johannes "Jasper" Cillessen؛ زاده ۲۲ آوریل ۱۹۸۹) بازیکن فوتبال اهل هلند است. زادگاه او در شهر نیمیخن است. او در ]باشگاه لاس پالماس
] در پست دروازه‌بان بازی می‌کند.
از باشگاه هایی که سیلسن در آنها بازی کرده می توان به آژاکس ، بارسلونا و والنسیا اشاره کرد.